# コーツ島

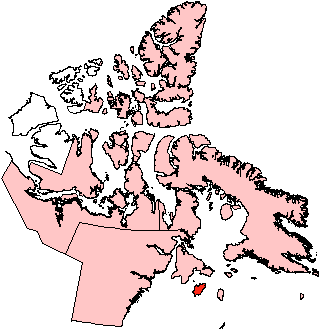
コーツ島の位置

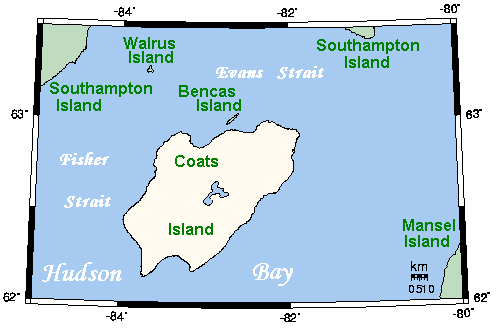
コーツ島

コーツ島（コーツとう、Coats Island）はハドソン湾にある島。カナダのヌナブト準州キヴァリク地域に属する。北にあるサウサンプトン島とはフィッシャー海峡とエバンス海峡で隔てられている。南東にマンセル島がある。面積は5,498km2。
島にはかつてイヌイットの集落があったが、ヨーロッパ人が到来すると、疫病のために全滅した。その後ハドソン湾会社の拠点が1920-24年の間にあったが、撤退し、島は無人になった。
1920年から、島はトナカイの保護区になっている。また、ハシブトウミガラスの生息数が多いことでも知られている。